# Eugen Blume
Eugen Blume (* 1951 in Bitterfeld) ist ein deutscher Kurator und Kunsthistoriker. Er war von 2001 bis 2016 Leiter des Hamburger Bahnhofs – Museum für Gegenwart in Berlin.

## Leben und Wirken
Von 1972 bis 1974 studierte Blume an der Pädagogischen Hochschule Erfurt die Fächer Deutsch und Kunsterziehung. Im Anschluss war er bis 1976 im Theaterbereich der Stadt Leipzig tätig.
In der Folge studierte er bis 1981 an der Humboldt-Universität zu Berlin Kunstgeschichte, Archäologie, Ästhetik und Kulturwissenschaften, das er mit einem Diplom über den Kunstbegriff bei Joseph Beuys abschloss.  Gleichzeitig arbeitete er als Praktikant in der von Klaus Werner geleiteten Galerie des Staatlichen Kunsthandels „Arkade“, 1979 fand dort mit  Gregor-Torsten Schades Das schwarze Frühstück die erste offizielle Performance der DDR statt. Blume schrieb dazu: „Die im schwarzausgeschlagenen Schaufenster schwarz in schwarz inszenierte ‚Performance‘ geriet zum biedermeierlichen Zauberstück … .“
Ab 1981 war Blume an den Staatlichen Museen zu Berlin (DDR) beschäftigt, zunächst als wissenschaftlicher Mitarbeiter im Ostberliner Kupferstichkabinett,  ab 1990 in der Sammlung der Zeichnungen der Nationalgalerie und schließlich in den 1993 vereinigten Sammlungen der Kupferstichkabinette aus Ost- und West-Berlin.
Er galt seit den frühen 1980er Jahren als Protagonist des von Joseph Beuys eingeführten „Erweiterten Kunstbegriffs“ in der DDR, einer Kunst die nicht nur die traditionellen Darstellungsformen, sondern auch Aktions- und Installationskunst mit einbezog.
Blume engagierte sich als theoretischer Kopf im inoffiziell betriebenen Ost-Berliner „Aktionsraum Sredzkistraße 64“ im Prenzlauer Berg, dem umfunktionierten Atelier des Malers Erhard Monden. Im Juni 1989 war er Mitorganisator der Permanenten Kunstkonferenz, die mit zahlreichen Aktionen und Vorträge in der Sredzkistraße 64 stattfand. Gezeigt wurden unter anderem  Via Lewandowskys Performance Trichinen auf Kreuzfahrt.
Unter dem ironischen Titel „Kunst. Was soll das?“ lud Eugen Blume zusammen mit Klaus Staeck und Christoph Tannert  vom 1. bis 3. Mai 1992 zur 3. Bitterfelder Konferenz  im Kulturpalast Bitterfeld ein. „Gegenstand der Gespräche war eine kritische Bestandsaufnahme der in der Vergangenheit mit dem Namen Bitterfeld verbundenen Erwartungen, Irrtümer und Enttäuschungen und eine intensive Diskussion über das Spannungsfeld Kunst und Gesellschaft jenseits aller ideologischen Verklemmungen, mit denen dieses Thema oft genug belastet wurde …“. Vorangegangen waren die offiziellen Konferenzen des Bitterfelder Wegs.
In der Folge wurde Blume im Jahr 1993 zu einem Thema über Ludwig Justi bei Harald Olbrich zum Dr. phil. promoviert. Ab diesem Jahr leitete Blume schließlich den Aufbau des Medienarchivs Joseph Beuys, zwei Jahre später wechselte er zur Nationalgalerie im Hamburger Bahnhof, den er von 2001 bis 2016 leitete. Es folgten Lehraufträge an verschiedenen Hochschulen.
Gemeinsam mit der australischen Kuratorin Catherine Nichols kuratierte Blume folgende Ausstellungen zu Beuys bzw. ausgehend von Beuys Werken: „Beuys: Wir sind die Revolution“ (2008) und „Das Ende des 20. Jahrhunderts: Es kommt noch besser: Ein Dialog mit der Sammlung Marx“ (2013), „Das Kapital. Schuld – Territorium – Utopie“ (2016) für den Hamburger Bahnhof in Berlin. Blume und Nichols waren künstlerische Leiter des Kulturprogramms „beuys 2021. 100 jahre joseph beuys“ des Landes Nordrhein-Westfalen und waren Kuratoren der Jubiläumsausstellung „Jeder Mensch ist ein Künstler. Kosmopolitische Übungen mit Joseph Beuys“ (2021) im K20 in Düsseldorf.
2011 erhielt er eine Honorarprofessur im Fachbereich Kunstwissenschaft an der Hochschule für Bildende Kunst in Braunschweig. Im Jahr 2015 kuratierte er die Ausstellung „Black Mountain“ im Hamburger Bahnhof – Museum für Gegenwart.
Blume ist als Referent am Institut für Weiterbildung, dem Career College der UdK Berlin tätig.